# Epipactis autumnalis
Epipactis autumnalis là một loài thực vật có hoa trong họ Lan. Loài này được Doro mô tả khoa học đầu tiên năm 2007.